# Economía de código abierto

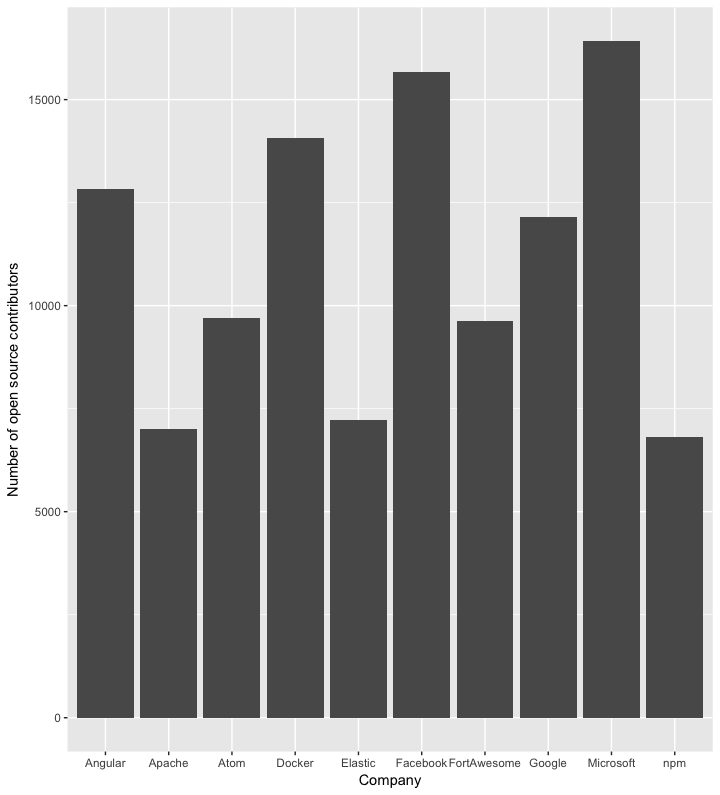
El gráfico representa las 10 empresas con más contribuyentes de código abierto (2016)

Economía de código abierto, de fuentes abiertas o economía open-source es una plataforma económica  basada en la colaboración abierta para la producción de software, servicios u otros productos.
Aplicado originalmente al software de código abierto, este modelo económico se puede utilizar para describir una amplia gama de empresas. Hoy en día existen organizaciones que proporcionan servicios y productos que utilizan un modelo económico de código abierto.

Algunas de las características de la economía de código abierto incluyen: el trabajo o la inversión se lleva a cabo sin la esperanza de obtener un retorno directo; los productos o servicios son creados a través de la colaboración entre usuarios y desarrolladores; no existe la propiedad individual de la empresa. La estructura de código abierto se basa en la participación de los usuarios. Según Yochai Benkler: 
"una nueva modalidad de organización productiva: radicalmente descentralizada, cooperativa y no privativa; basada en recursos y productos compartidos entre individuos extensamente distribuidos y difusamente conectados que cooperan sin depender de directrices mercantiles o de órdenes jerárquicas."

## Incentivos

### Incentivos Individuales
Mientras podría parecer que contribuir con el software de código abierto va en contra de los principios económicos, hay varias razones que motivan a las personas a participar en tales proyectos. Algunas razones no son estrictamente económicas sino relacionadas con actividades de ocio. Existen personas que programan como hobby y contribuyen al código abierto sencillamente porque lo disfrutan. Hay también razones altruistas, como crear un mundo mejor y dar vuestro tiempo a un proyecto considerado valioso. 
Aun así, hay también varios argumentos económicos para producir software de código abierto. Un beneficio económico potencial es el incremento de la reputación en comunidades. Si una persona colabora activamente en proyectos de código abierto, puede llegar a conseguir acceso a capital de riesgo o acceso a mejores trabajos. Más allá de esto, el desarrollo de software de código abierto puede ser más económico que adquirir software comercial, ahorrando dinero a los usuarios.

### Incentivos corporativos
Las empresas tienen varios incentivos para contribuir a proyectos de código abierto. Una razón importante es la adquisición de talento. Algunos desarrolladores de software son partidarios del código abierto, por lo que, si una compañía emplea código abierto, entonces  podría ser más atractiva laboralmente. Por ejemplo, Twitter creó Bootstrap, un framework para diseñar sitios web fácil de utilizar. Bootstrap es muy popular, con lo cual ayuda a atraer talento y genera reputación de marca. 
Es común que las compañías no abran el código de aquellas partes de sus productos que son críticas para su negocio, pero sí aquellos procesos auxiliares útiles e infraestructura. De esta manera, se consiguen los aspectos positivos de adquisición de talento y marca, y no ponen en riesgo su participación de mercado. 
Al hacer un producto de código abierto, más personas pueden contribuir. Estas contribuciones ayudan a desarrollar el software más rápidamente, lo cual puede ser beneficioso para las compañías al conseguir ayuda gratuita.

## Efecto en empresas

### Monopolios
El software de código abierto puede contribuir a proteger contra monopolios. Por ejemplo, el aumento de GNU/Linux, un sistema operativo de código abierto, ayuda a impedir que Microsoft llegue a ser considerado un monopolio. Microsoft consideró a GNU/Linux su competidor principal durante los años 1990s. Muchos fabricantes ofertan computadoras con Linux o Windows para sus usuarios y un porcentaje grande de los teléfonos móviles cuentan con sistema Android, el cual usa Linux como kernel. 
Del mismo modo ocurre a nivel de aplicaciones o nichos de mercado. La suite de oficina Microsoft Office tiene una alternativa de código abierto como LibreOffice. Internet Explorer cuenta con competidores como Chrome y Firefox. Wikipedia se ofrece como alternativa libre a la Enciclopedia Británica.

### Código abierto en los negocios
Numerosas compañías han creado un modelo empresarial alrededor del software de código abierto. Hacen esto publicando su código como código abierto y ofreciendo servicios de capacitación, certificaciones, añadidos, entre otros. Un ejemplo es la compañía  Red Hat, quién produce sistemas operativos. Red Hat vende servicios como soporte 24/7, integración a los productos de la compañía y formación. Red Hat fue pionera en el modelo empresarial de código abierto. Está valuada en unos U$D 16 mil millones a comienzos de 2017. Otros ejemplos incluyen Mozilla, quién creó el navegador de web Firefox, y Google, quién creó Android, un sistema operativo móvil basado en Linux.